# Place du Cardinal-Amette
La place du Cardinal-Amette est une voie du 15e arrondissement de Paris, en France.

## Situation et accès

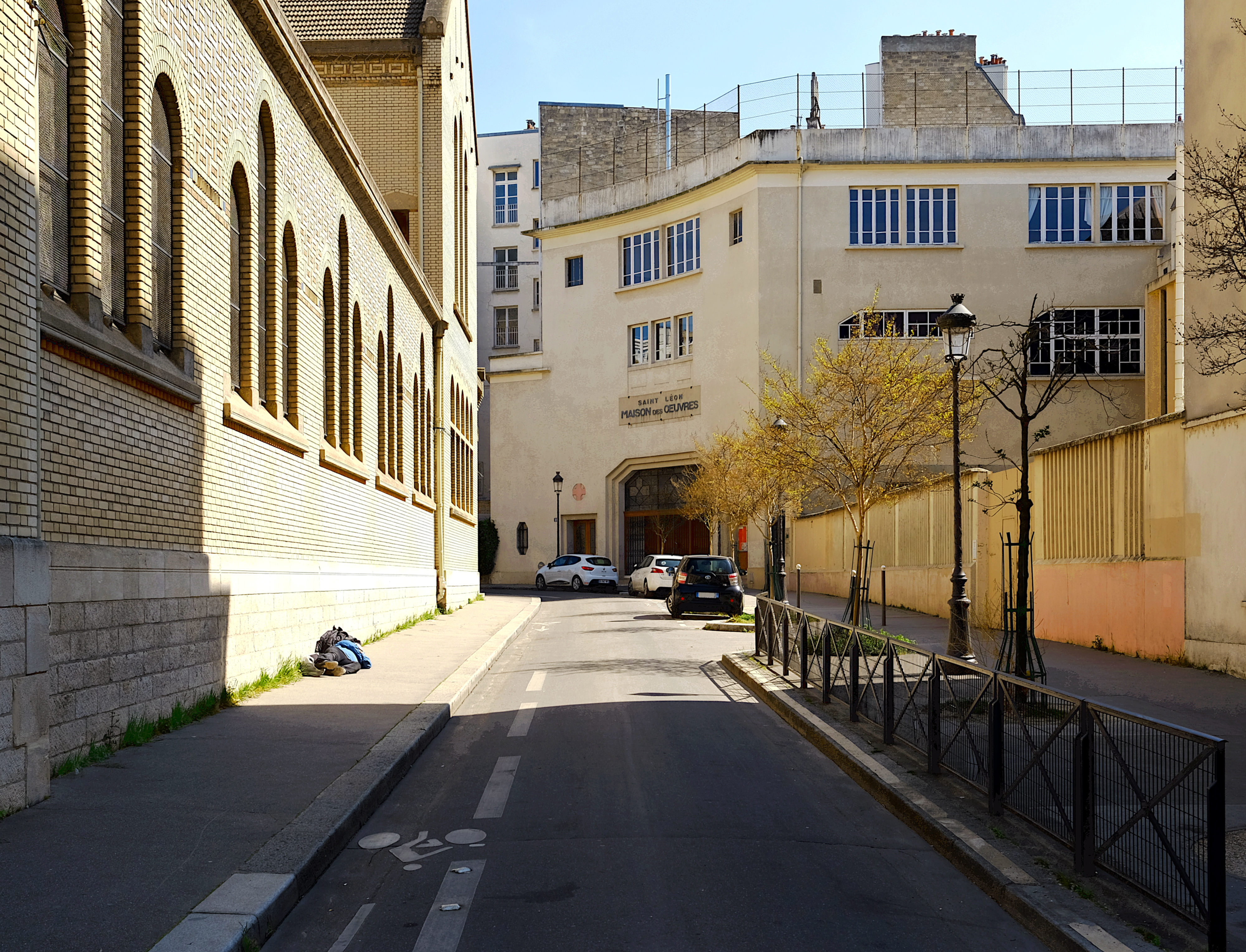
La place du Cardinal-Amette vue de la place Dupleix ; à gauche, l'église Saint-Léon.

La place du Cardinal-Amette est une voie publique située dans le 15e arrondissement de Paris. Elle débute place Dupleix et se termine square de La Motte-Picquet. Elle fait le tour de l'église Saint-Léon de Paris.

## Origine du nom

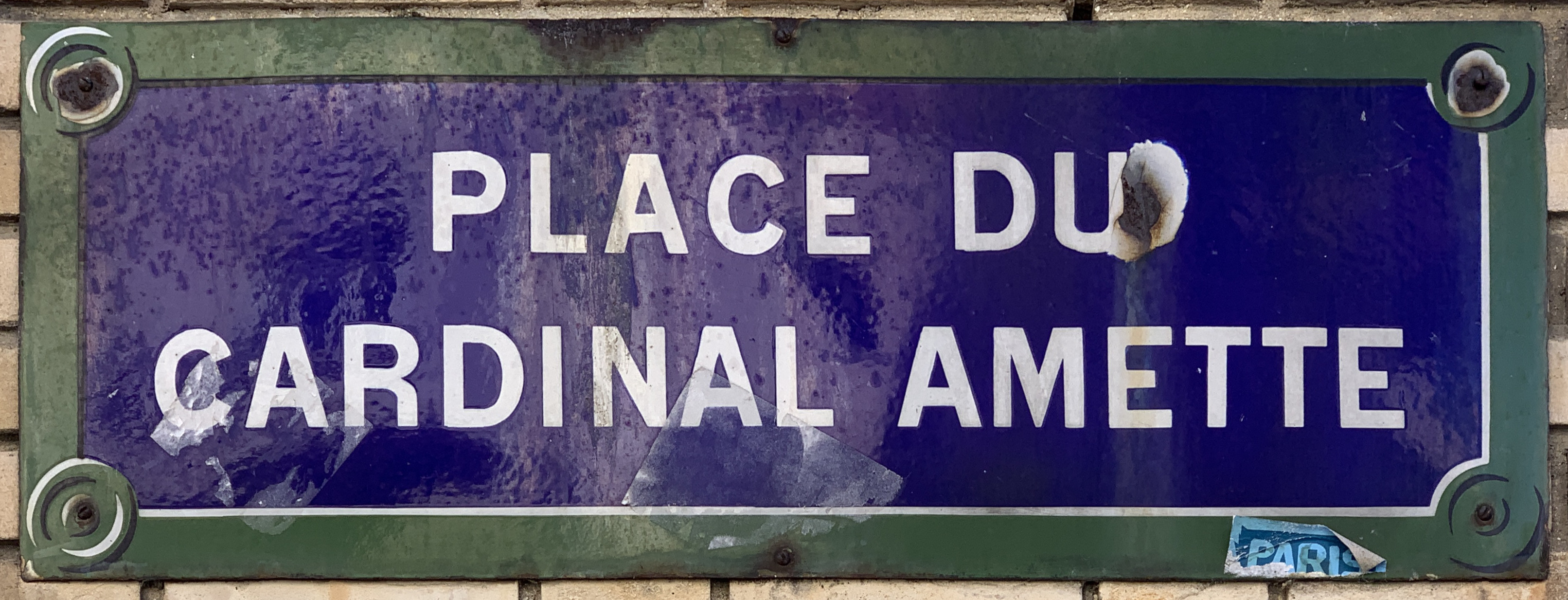
Plaque de la place.

Cette place rend hommage au cardinal Léon Adolphe Amette (1850-1920).

## Historique
Cette place est créée lors de la construction de l'église Saint-Léon de Paris. Elle est ouverte en 1923 et prend son nom actuel par arrêt du 24 mars 1924.

## Bâtiments remarquables et lieux de mémoire
- No 11 : Maison des œuvres Saint-Léon.